# Steinberg Media Technologies
Steinberg Media Technologies GmbH – niemieckie przedsiębiorstwo z siedzibą w Hamburgu zajmujące się oprogramowaniem i sprzętem muzycznym. Od stycznia 2005 Steinberg jest własnością koncernu Yamaha.
Steinberg produkuje głównie oprogramowanie do cyfrowej obróbki dźwięku, jego miksowania i masteringu, a także instrumenty wirtualne oraz interfejsy i kontrolery zintegrowane z produkowanym przez siebie oprogramowaniem.
Firma wprowadziła kilka ważnych standardów, jak: ASIO, VST, VST System Link
Steinberg Media Technologies produkuje m.in. serie Cubase i Nuendo.

## Produkty

### Oprogramowanie muzyczne
- Steinberg Cubase 5 (następca serii SX)
- Steinberg Cubase Studio 5 (następca serii SL)
- Steinberg Cubase Essential 4 (następca serii SE)
- Steinberg Cubase SL
- Steinberg Cubase SE
- Steinberg Cubase LE (wersja Light, czasami dołączana do kart dźwiękowych)
- Steinberg Sequel
- Steinberg V-Stack
- Steinberg Nuendo
- Steinberg WaveLab

### Instrumenty VST
- Steinberg Groove Agent
- Steinberg Groove Agent 2
- Steinberg Groove Agent 3
- Steinberg Groove Agent SE
- Steinberg HALion 1.1
- Steinberg HALion 2
- Steinberg HALion 3
- Steinberg HALion Player
- Steinberg HALion SE
- Steinberg HALion String Edition 1
- Steinberg HALion String Edition 2
- Steinberg HALion Symphonic Orchestra
- Steinberg D’cota
- Steinberg D’cota SE
- Steinberg Hypersonic
- Steinberg Hypersonic 2
- Steinberg The Grand
- Steinberg The Grand 2
- Steinberg The Grand 3
- Steinberg The Grand SE
- Steinberg Plex
- Steinberg Virtual Guitarist
- Steinberg Virtual Guitarist SE
- Steinberg Virtual Bassist

### Hardware
- Steinberg CC121 – Advanced Integration Controller
- Steinberg MR816 CSX – Advanced Integration DSP Studio
- Steinberg MR816 X – Advanced Integration DSP Studio
- Steinberg Key (License Control Device for Steinberg Software – Dongle)
- WK Audio ID Controller
- Steinberg UR – seria interfejsów audio (we współpracy z firmą-matką Yamaha)

## Nieaktualne produkty

### Oprogramowanie muzyczne
- Steinberg Pro 16 (dla Commodore 64)
- Steinberg Pro 24 (dla Atari ST, Amigi)
- Steinberg Cubase SX[4]
- Steinberg Cubase VST24
- Steinberg Cubase VST32
- Steinberg Cubase Audio
- Steinberg Cubase Audio XT
- Steinberg Cubase Score
- Steinberg Cubase For Windows
- Steinberg Cubasis VST (wersja Light, niekiedy dołączana do kart dźwiękowych)
- Steinberg Clean!
- Steinberg Avalon – edytor sampli dla Atari

### Instrumenty VST
- Steinberg Plex
- Steinberg D’cota
- Steinberg Hypersonic
- Steinberg/Wizoo X-phraze
- Steinberg V-Stack

### Sprzęt
- Steinberg MIDEX-8 – Interfejs USB MIDI
- Steinberg MIDEX-3 – Interfejs USB MIDI
- Steinberg MIDEX – Interfejs MIDI do Atari
- Steinberg Avalon 16 DA Convertor – AD Convertor for Atari